# Igra za 2
»Igra za 2« je skladba iz istoimenskega albuma fantovske skupine Game Over iz leta 2002. Glasbo in besedilo je napisal Štefan Čamič »Steffanio«.

## Snemanje
Producent je bil Zvone Tomac, snemanje pa je potekalo v studiu Tom v Mariboru. Skladba je kot edini singel izšla na njihovem istoimenskem debitantskem studijskem albumu lgra za 2 pri založbi Menart Records.

## Zasedba

### Produkcija
- Štefan Čamič »Steffanio« – glasba, besedilo
- Zvone Tomac – programiranje, aranžer, producent
- Teodor Amanović »Toš« – akustična kitara
- Tomaž Borsan – tonski snemalec

### Studijska izvedba
- Štefan Čamič »Steffanio« – vokal, rap
- Denis Vučak – vokal
- Mark Popović – vokal

## Nagrade
Za istoimenski album na katerem se nahaja tudi ta skladba, so prejeli dvojno platinasto ploščo (za več kot 20.000 izvodov) in kasneje še diamantno ploščo (za več kot 30.000 prodanih izvodov).

## Videospot
Uradni glasbeni videospot je zrežiral Matjaž Brumen "Matt", producent pa je bil Tomi Cegnar. Gre za visokoproračunski spot, ki je bil posnet v garažni hiši, in obdelan z zahtevno računalniško grafiko.